# Zeta2 Lyrae
Título a ser usado para criar uma ligação interna é Zeta2 Lyrae.
Zeta2 Lyrae (7 Lyrae) é uma estrela na direção da constelação de Lyra. Possui uma ascensão reta de 18h 44m 48.19s e uma declinação de +37° 35′ 40.4″. Sua magnitude aparente é igual a 5.73. Considerando sua distância de 150 anos-luz em relação à Terra, sua magnitude absoluta é igual a 2.41. Pertence à classe espectral F0IVvar.